# Franck Burnier
Pour les articles homonymes, voir Burnier.
Franck Burnier, né le 10 octobre 1963 à Lyon, est un joueur de football français.

## Carrière
Formé à l'Olympique lyonnais, Franck Burnier commence sa carrière professionnelle au CS Cuiseaux-Louhans de 1982 à 1985 en deuxième division française. 
Il passe ensuite une saison au CO du Puy avant de rejoindre en 1986 l'AS Cannes, qui accède en première division l'année suivante.  Après 86 matchs de D1, Franck Burnier rejoint le SC Bastia en 1991, alors en D2 ; il y reste quatre saisons, terminant sa carrière avec une saison de D1 et une finale de Coupe de la Ligue en 1995. 

## Palmarès
- Finaliste de la Coupe de la Ligue en 1995 avec le SC Bastia
- Finaliste de la Coupe d'été en 1986 avec l'AS Cannes

Champion de France cadet avec l olympique lyonnais en 1980(victoire 1-0 contre le PSG)

## Statistiques
Au cours de sa carrière, Franck Burnier dispute notamment 121 matchs en Division 1 (pour 3 buts) et 243 matchs en Division 2 (pour 8 buts).